# PaRappa the Rapper
Parappa the Rapper (パラッパラッパー, Parappa Rappā) é um videojogo de música criado por Masaya Matsuura (o músico da banda de pop rock japonesa Psy-S) e sua companhia de jogos NanaOn-Sha. Foi originalmente lançado no Japão para o PlayStation em 6 de dezembro de 1996, chegando ao mercado norte-americano no ano seguinte.
Após vender 937.976 cópias no Japão em 1997, foi criado um spin-off, UmJammer Lammy, em 1999; um anime homônimo, em 2001; e a continuação PaRappa the Rapper 2, em 2002. O jogo original foi relançado para PSP em 2006, no Japão, e em 2007, na América do Norte.